# Tu stasera sì Pusilleco/T'aspetto a maggio
Tu stasera sì Pusilleco/T'aspetto a maggio, pubblicato nel 1965, è il 20° singolo di Mario Merola

## Descrizione
Il disco contiene due cover.

## Tracce
Lato A
- Tu stasera sì Pusilleco (Amato - E. Buonafede)

Lato B
- T'aspetto a maggio (Dura - Acampora - Scuotto - Esposito)